# 寺崎啓祐
寺崎 啓祐（てらさき けいすけ）は、日本のゲームデザイナーである。任天堂所属。

## 人物
任天堂（以下「同社」）製造本部 開発第一部や同社情報開発本部 制作部、同社企画開発本部 企画開発部第3プロダクションサブマネージャー、同社企画制作本部 企画制作部共同部長を経て、2018年時点において、同社開発総務本部 副本部長。2010年よりブラウニーブラウン取締役を兼任した後、2016年より高橋伸也に代わってモノリスソフト取締役、2018年時点よりエヌディーキューブ取締役に就任。
主に外注作品の制作に関わる。開発第一部時代はファイアーエムブレムシリーズ（第1作『暗黒竜と光の剣』から『聖戦の系譜』まで）を担当し、「FEの育ての親」と称された。情報開発本部 制作部移籍以降は海外制作のゲームが中心となった。

## 作品
- ソーラーストライカー（1990年1月26日、ゲームボーイ）ディレクター（岡田智と共同）
- ファイアーエムブレムシリーズ[8]
  - ファイアーエムブレム 暗黒竜と光の剣（1990年4月20日、ファミリーコンピュータ）ディレクター
  - ファイアーエムブレム外伝（1992年3月14日、ファミリーコンピュータ）スーパーバイザー
  - ファイアーエムブレム 紋章の謎（1994年1月21日、スーパーファミコン）ディレクター
  - ファイアーエムブレム 聖戦の系譜（1996年5月14日、スーパーファミコン）スーパーアドバイザー
- メトロイドシリーズ
  - メトロイドII RETURN OF SAMUS（1992年1月21日、ゲームボーイ）デバッガー
  - メトロイドプライム ピンボール（2006年1月19日、ニンテンドーDS）スーパーバイザー[9]
  - メトロイドプライム フェデレーションフォース（2016年8月25日、ニンテンドー3DS）プロジェクトマネージメント（企画管理）
- マリオシリーズ
  - スーパーマリオランド2 6つの金貨（1992年10月21日、ゲームボーイ）テスティングプレイヤー
  - スーパーマリオランド3 ワリオランド（1994年1月21日、ゲームボーイ）テスティングプレイヤー
  - スーパーマリオサンシャイン（2002年7月19日、ニンテンドー ゲームキューブ）デバッグサポート
  - スーパーマリオボール（2004年8月26日、ゲームボーイアドバンス）スーパーバイザー
  - マリオvs.ドンキーコングシリーズ
    - マリオvs.ドンキーコング2 ミニミニ大行進!（2007年4月12日、ニンテンドーDS）企画管理
    - マリオvs.ドンキーコング 突撃!ミニランド（2010年10月2日、ニンテンドーDS）企画管理
    - ミニマリオ & フレンズ amiiboチャレンジ（2016年1月28日、Wii U・ニンテンドー3DS）スーパーバイザー

  - ペーパーマリオシリーズ
    - スーパーペーパーマリオ（2007年4月19日、Wii）企画管理
    - ペーパーマリオ スーパーシール（2012年12月6日、ニンテンドー3DS）企画管理
    - ペーパーマリオ カラースプラッシュ（2016年10月13日、Wii U）ゼネラルプロデューサー
    - ペーパーマリオ オリガミキング（2020年7月17日、Nintendo Switch）プロジェクトマネージメント

  - ルイージマンションシリーズ
    - ルイージマンション2（2013年3月20日、ニンテンドー3DS）企画管理
    - ルイージマンション（2018年11月8日、ニンテンドー3DS）企画管理
    - ルイージマンション3（2019年10月31日、Nintendo Switch）プロジェクトマネージメント

  - ヨッシーシリーズ
    - ヨッシー ウールワールド（2015年7月16日、Wii U）企画管理
    - ポチと! ヨッシー ウールワールド（2017年1月19日、ニンテンドー3DS）企画管理

  - マリオパーティシリーズ
    - マリオパーティ スターラッシュ（2016年10月20日、ニンテンドー3DS）プロデューサー
    - マリオパーティ100 ミニゲームコレクション（2017年12月28日、ニンテンドー3DS）プロデューサー
    - スーパー マリオパーティ（2018年10月5日、Nintendo Switch）プロデューサー

  - マリオスポーツ スーパースターズ（2017年3月30日、ニンテンドー3DS）プロデューサー
  - マリオ&ルイージRPGシリーズ
    - マリオ&ルイージRPG1 DX（2017年10月5日、ニンテンドー3DS）プロデューサー
    - マリオ&ルイージRPG3 DX（2018年12月27日、ニンテンドー3DS）プロデューサー

  - マリオテニス エース（2018年6月22日、Nintendo Switch）プロデューサー
  - メイド イン ワリオシリーズ
    - メイド イン ワリオ ゴージャス（2018年8月2日、ニンテンドー3DS）企画管理
    - おすそわける メイド イン ワリオ（2021年9月10日、Nintendo Switch）プロジェクトマネージメント
- ブラストドーザー（1997年3月21日、NINTENDO 64）ローカライズ
- ゴールデンアイ 007（1997年8月23日、NINTENDO64）ローカライズ
- ディディーコングレーシング（1997年11月21日、NINTENDO64）ローカライズ
- バンジョーとカズーイの大冒険（1998年12月6日、NINTENDO64）ローカライズ
- スターツインズ（1999年12月1日、NINTENDO64）ローカライズ
- ミッキーのレーシングチャレンジUSA（2001年1月21日、NINTENDO64）ローカライズ
- ミッキーマウスの不思議な鏡（2002年8月9日、ニンテンドーゲームキューブ）コーディネーター[7]
- スターフォックスシリーズ
  - スターフォックスアドベンチャー（2002年9月27日、ニンテンドーゲームキューブ）プログレススーパービジョン（進捗管理）
  - スターフォックス アサルト（2005年2月24日、ニンテンドーゲームキューブ）企画管理
- ドンキーコングシリーズ
  - スーパードンキーコング（2003年12月12日、ゲームボーイアドバンス）企画管理
  - スーパードンキーコング2（2004年7月1日、ゲームボーイアドバンス）企画管理
  - スーパードンキーコング3（2005年12月1日、ゲームボーイアドバンス）企画管理
  - ドンキーコング リターンズ 3D（2013年6月13日、ニンテンドー3DS）プロデューサー
- ちびロボ!シリーズ
  - ちびロボ!（2005年6月23日、ニンテンドーゲームキューブ）企画管理
  - 咲かせて!ちびロボ!（2007年7月5日、ニンテンドーDS）企画管理
  - おかえり!ちびロボ! ハッピーリッチー大そうじ!（2009年7月23日、ニンテンドーDS）企画管理
- ファミコンウォーズシリーズ
  - 突撃!!ファミコンウォーズ（2005年10月27日、ニンテンドーゲームキューブ）スーパーバイザー
  - 突撃!!ファミコンウォーズVS（2008年5月15日、Wii）プロデューサー[10]
- MOTHER3（2006年4月20日、ゲームボーイアドバンス）プロデューサー
- bit Generations（2006年7月13日・2006年7月27日、ニンテンドーDS）企画管理、製品管理、プロデューサー
- 激闘! カスタムロボ（2006年10月19日、ニンテンドーDS）企画管理
- エキサイトトラックシリーズ
  - エキサイトトラック（2008年1月31日、Wii）プロデューサー
  - エキサイト猛マシン（2009年4月20日北米、Wii）プロデューサー
- 大乱闘スマッシュブラザーズシリーズ
  - 大乱闘スマッシュブラザーズX（2008年1月31日、Wii）プロデューサー
  - 大乱闘スマッシュブラザーズ SPECIAL（2018年12月7日、Nintendo Switch）企画管理
- 絵心教室シリーズ
  - わりと本格的 絵心教室（2009年11月18日、ニンテンドーDSiウェア）プロデューサー[11]
  - 絵心教室DS（2010年6月19日、ニンテンドーDS）プロデューサー[11]
  - 新 絵心教室（2012年9月13日、ニンテンドー3DS）プロデューサー[12]
  - ポケモンアートアカデミー（2014年6月19日、ニンテンドー3DS）プロデューサー
- リフレクト ミサイル（フランス語版）（2010年1月20日、ニンテンドーDSiウェア）企画管理
- スターシップディフェンダー（英語版）（2010年2月10日、ニンテンドーDSiウェア）企画管理
- X-RETURNS（2010年6月30日、ニンテンドーDSiウェア）企画管理
- パイロットウイングス リゾート（2011年4月14日、ニンテンドー3DS）プロデューサー
- 引ク押スシリーズ
  - 引ク押ス（2011年10月5日、ニンテンドー3DS）プロデューサー
  - 引ク落ツ（2012年10月31日、ニンテンドー3DS）プロデューサー
- ハコボーイ!シリーズ
  - ハコボーイ!（2015年1月15日、ニンテンドー3DS）プロデューサー
  - ハコボーイ! もうひとハコ（2016年1月6日、ニンテンドー3DS）プロデューサー
  - さよなら! ハコボーイ!（2017年2月2日、ニンテンドー3DS）プロデューサー
- タッチ!カービィ スーパーレインボー（2015年1月22日、Wii U）プログレスマネージメント（進捗管理）
- ゼノブレイドシリーズ
  - Newニンテンドー3DS専用 ゼノブレイド（2015年4月2日、Newニンテンドー3DS）プロデューサー
  - ゼノブレイド2（2017年12月1日、Nintendo Switch）ゼネラルプロデューサー
- カタチ新発見! 立体ピクロス2（2015年10月1日、ニンテンドー3DS）プロデューサー
- Ever Oasis 精霊とタネビトの蜃気楼（2017年7月13日、ニンテンドー3DS）シニアプロデューサー
- ストレッチャーズ（英語版）（2019年11月8日、Nintendo Switch）プロデューサー

## その他
- 任天堂公式ガイドブック ファイアーエムブレム百科 1990年5月20日発行 小学館（顔出しコメント、開発第一部・大澤徹と共に）
- 任天堂公式ガイドブック ファイアーエムブレム紋章の謎 1994年2月20日発行 小学館（インタビュー）
- 任天堂公式ガイドブック ファイアーエムブレム紋章の謎PROFESSIONAL（インタビュー）